# Hohenbergia penduliflora
Hohenbergia penduliflora là một loài thực vật có hoa trong họ Bromeliaceae. Loài này được (A.Rich.) Mez mô tả khoa học đầu tiên năm 1896.